# 조립식 가족
《조립식 가족》은 2024년 10월 9일부터 2024년 11월 27일까지 방송된 JTBC 수요 드라마다.

## 기획 의도
피 한 방울 섞이지 않았지만 가족으로 우기며 10대 시절을 함께했던 세 남녀가 10년 만에 다시 만나 펼쳐지는 청춘 로맨스

## 제작진

### 제작사
- 베이스스토리
- 하이지음스튜디오
- 에스엘엘중앙

### 제작
- 한석원
- 김정미
- 황기용

### 극본
- 홍시영

### 연출
- 김승호 : SBS 수목 드라마 《뿌리깊은 나무》(PD), SBS 수목 드라마 《주군의 태양》(조연출), SBS 월화 드라마 《닥터 이방인》(조연출), SBS 월화 드라마 《비밀의 문: 의궤 살인 사건》(조연출), 중국 절강위성TV 《남인방 2》(공동 연출), SBS 수목 드라마 《푸른 바다의 전설》(조연출), SBS 금토 드라마 《녹두꽃》(공동 연출), JTBC 수목 드라마 《시지프스 : the myth》(공동 연출), tvN 토일 드라마 《스물다섯 스물하나》(공동 연출), MBC 금토 드라마 《조선변호사》(연출) 연출

## 등장 인물

### 주요 인물
- 황인엽 : 김산하 역 (아역 : 신서우) - 명주대 병원 정형외과 레지던트, 죽은 소정의 오빠. 주원의 연인. 대욱과 정희의 아들. 소희의 의붓오빠.
- 정채연 : 윤주원 역 (아역 : 오은서) - 달달 베이커리 사장, 정재의 딸. 산하의 연인. 재은과 달의 친구.
- 배현성 : 강해준 역 (아역 : 최재윤) - (전) 농구부 (현) 백수?, 동구와 서현의 아들. 이현의 조카. 희주의 옛연인.
- 최원영 : 윤정재 역 - 윤 씨네 칼국수 사장, 주원의 아버지.
- 최무성 : 김대욱 역 - 강포 파출소 경찰, 정희의 전남편. 산하와 죽은 소정의 아버지.

### 산하 주변인물
- 김혜은 : 권정희 역 - 산하와 죽은 소정의 친어머니, 소희의 어머니. 대욱의 전처.
- 양현서 : 정소희 역 (아역 : 김민채) - 산하의 의붓여동생, 정희가 재혼한 남편 사이에서 낳은 딸.

### 해준 주변인물
- 백은혜 : 강서현 역 - 해준의 어머니, 이현의 언니. 동구의 전처.
- 민지아 : 강이현 역 - 서현의 동생, 해준의 이모. 동구의 전 처제.

### 해동고 친구들
- 서지혜 : 박달 역 - 재은과 주원의 친구, 변호사.
- 윤상현 : 이준호 역 - 명주대 병원 인턴, 주원의 고등학교 동창.
- 윤우 : 윤석훈 역 - 체육 교사, 해준의 친구. 재은의 남편.
- 하서윤 : 도희주 역 - 해준의 전 여친, 명주대 병원 레지던트.
- 백예인 : 강재은 역 - 주원과 달의 동창, 석훈의 아내.

### 해동 사람들
- 성병숙 : 여사님 역 - 정재가 주원을 데리고 집 구하고 가게 구할 때부터 이래저래 도와줬다.
- 소희정 : 달의 어머니 역
- 최찬호 : 김 경위 역 - 대욱의 파출소 부하직원

### 그 외 인물
- 차세진 : 차민수 역
- 김경호 : 기훈 역
- 이종혁 : 양동구 역 - 강해준의 친부.

### 기타 인물
- 차준희 : 김소정 역(†)
- 미상 : 재혼으로 낳은 딸 역
- 미상 : 부동산 업자 역
- 미상 : 소개팅 남 역

### 특별 출연
- 이시언 : 형사 역 (9회)
- 송건희 : 박달 소개팅남 역 (최종회)

## 시청률
최저 시청률과 최고 시청률은 시청률 조사회사와 지역별로 시청률에 차이가 있을 수 있습니다.
| 회차   | 방송일    | AGB 시청률     | AGB 시청률   |
| 회차   | 방송일    | 대한민국(전국) | 서울(수도권) |
| ------ | --------- | -------------- | ------------ |
| 제1회  | 10월 9일  | 2.079%         | 2.004%       |
| 제2회  | 10월 9일  | 2.242%         | 2.318%       |
| 제3회  | 10월 16일 | 2.017%         | 1.989%       |
| 제4회  | 10월 16일 | 2.147%         | 2.020%       |
| 제5회  | 10월 23일 | 2.491%         | 2.295%       |
| 제6회  | 10월 23일 | 2.637%         | 2.333%       |
| 제7회  | 10월 30일 | 2.987%         | 3.049%       |
| 제8회  | 10월 30일 | 3.363%         | 3.431%       |
| 제9회  | 11월 6일  | 2.894%         | 2.597%       |
| 제10회 | 11월 6일  | 3.155%         | 2.870%       |
| 제11회 | 11월 13일 | 3.118%         | 3.131%       |
| 제12회 | 11월 13일 | 3.135%         | 3.284%       |
| 제13회 | 11월 20일 | 2.878%         | 3.006%       |
| 제14회 | 11월 20일 | 2.892%         | 3.211%       |
| 제15회 | 11월 27일 | 3.448%         | 3.752%       |
| 제16회 | 11월 27일 | 3.672%         | 3.865%       |

## 참고 사항
- 정채연, 최원영은 MBC 금토 드라마 《금수저》 이후 2년 만에 재회해 캐스팅 됐다.

## 같이 보기
- 대한민국의 텔레비전 드라마 목록 (ㅈ)
- 2024년 대한민국의 텔레비전 드라마 목록